# Plecturocebus brunneus
Plecturocebus brunneus é uma espécie de Macaco do Novo Mundo da família Pitheciidae e subfamília Callicebinae. Encontrado na margem direita do rio Madeira, nos estados de Rondônia e Acre, no Brasil; ocorrendo também no Peru e Bolívia. É uma espécie de cor escura do grupo moloch de Callicebus e possui os membros, testa e base da cauda de cor escura avermelhados, contrastando com o restante da cauda, que é branca, entremeada por partes mais escuras.